# Dazomet
| PROPIEDADES         |                                         |
| Fórmula química     | C5H10N2S2                               |
| Masa molar          | 162.27 g·mol−1                          |
| Estado              | Sólido blanco                           |
| Densidad            | 1.29±0.1 g/mL                           |
| Punto de fusión     | 104 - 105 °C (219 - 221 °F; 377 -378 K) |
| Punto de ebullición | 222.3±50.0 °C                           |

## Aplicaciones
El Dazomet es un desinfectante de suelos, para el control de nematodos, insectos, hongos y la germinación de semillas de malas hierbas. Comercialmente se le denomina Basamid, compuesto por un 98% de Dazomet. 
Se comercializa en forma de gránulos y se utiliza para el tratamiento de un suelo pre-plantado. Se trata de una alternativa al BM (fungicida a base de Cobre). Se aplica en dosis entre 350 y 500 kilogramos por hectárea.
Su nombre es 3,5-Dimetil-1,3,5-tiadiazinano-2-tiona y su número de registro es el 11.736.
La materia activa del Dazomet fue la primera incluida en la Directiva Europea (91/414/ECC) como fumigante de suelos.

## Obtención
El dazomet se sintetiza a partir de disulfuro de carbono (CS2) y metilamina diluida (CH3NH2). Después de agitar durante 1-2 horas, se forma una sustancia aceitosa, que es el ácido metilcarbamoditioico intermedio (HS2CNHCH3). A continuación, se añade formaldehído (CH2O) al intermedio para formar el dazomet de granulado fino. 

## Modo de acción
Cuando el Dazomet entra en contacto con la humedad del suelo libera gases que se difunden en las cavidades e inducen la inactivación de patógenos mediante inhibición enzimática.
Presenta una gran eficacia si se respetan los plazos de espera, que incluye la aplicación, aireación y plantación.

## Toxicología y seguridad
Es irritante para los ojos. Es muy tóxico para los organismos acuáticos y es también tóxico para los mamíferos. 
La exposición al dazomet puede ocurrir a través de varios medios; interacción con gránulos no incorporados, inhalación del producto de descomposición, o por escurrimiento de agua.